# Loma Alta, Nuevo León
Loma Alta är en ort i Mexiko.   Den ligger i kommunen Linares och delstaten Nuevo León, i den centrala delen av landet, 600 km norr om huvudstaden Mexico City. Loma Alta ligger 576 meter över havet och antalet invånare är 210.
Terrängen runt Loma Alta är varierad. Runt Loma Alta är det ganska glesbefolkat, med 29 invånare per kvadratkilometer. Närmaste större samhälle är Hualahuises, 17,4 km öster om Loma Alta. I omgivningarna runt Loma Alta växer huvudsakligen savannskog.